# 里扬斯
里扬斯（法語：Rians，法語發音：[ʁjɑ̃s]）是法国普罗旺斯-阿尔卑斯-蓝色海岸大区瓦尔省的一个市镇，属于布里尼奥勒区。

## 地理
里扬斯（43°36'25"N, 5°45'26"E）面积96.87 平方千米，位于法国普罗旺斯-阿尔卑斯-蓝色海岸大区瓦尔省，该省份为法国东南部沿海省份，北起上普罗旺斯阿尔卑斯省，西北角与沃克吕兹省接壤，西接罗讷河口省，南濒地中海，东临滨海阿尔卑斯省。
与里扬斯接壤的市镇（或旧市镇、城区）包括：茹克、皮卢比耶、迪朗斯河畔圣保罗、沃夫纳格、阿尔蒂格、日纳塞维、普里耶尔。
里扬斯的时区为UTC+01:00、UTC+02:00（夏令时）。

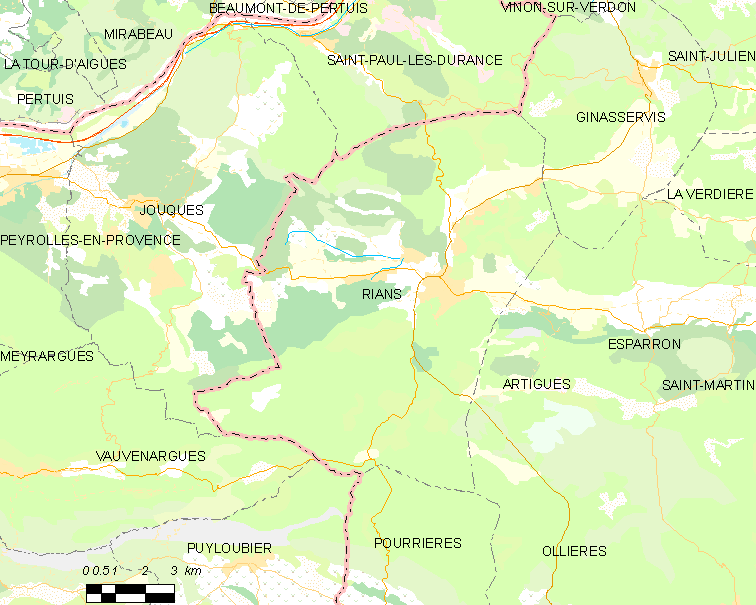
里扬斯的OSM定位图

## 行政
里扬斯的邮政编码为83560，INSEE市镇编码为83104。

## 政治
里扬斯所属的省级选区为圣马克西曼-拉圣博姆县。

## 人口

1962-2008年间里扬斯人口变化图示

里扬斯于2022年1月1日时的人口数量为4245人。